# Tanedjemet
Tanejemet của Tanedjemy là một cô con gái của Vua và Vợ của Vua đến từ Vương quốc mới. Bà ấy có thể là con gái của Ramesses I và vợ của Sety I.

## Tiểu sử
Ngôi mộ của Nữ hoàng Tanedjemet nằm trong Thung lũng Nữ hoàng được Lepsius mô tả trong Denkmäler.
Danh tính của bà đã được đưa ra để tranh luận. Trong Porter và Moss (1964), người ta thậm chí còn cho rằng nữ hoàng này có niên đại thứ 20. Troy (1986) cho rằng Tanedjemet là con gái của Ramesses II. Sau đó, Leblanc (1999) đã gợi ý rằng bà là vợ của Sety I. 
Hari (1965) và Thomas (1967) đã phỏng đoán rằng yếu tố 'Ta' của tên nên được đọc là 'Mut', từ đó biến tên của nữ hoàng thành Mutnedjmet. Cách đọc này và gợi ý liên quan rằng đây là ngôi mộ của vợ Horemheb không còn được chấp nhận.

## Ngôi mộ QV33
Ngôi mộ QV33 nằm trong Thung lũng Nữ hoàng được Lepsius mô tả. Ngôi mộ được liệt kê là ngôi mộ số 14. Nữ hoàng Tanedjemet giữ danh hiệu Con gái của nhà vua và được cho là Người tình của hai vùng đất. Bà được miêu tả với chiếc mũ kền kền thường được kết hợp với nữ hoàng. Ngôi mộ đang trong tình trạng tồi tệ. Không có nhiều trang trí ban đầu vẫn còn.
Ngôi mộ có khả năng bị cướp vào cuối triều đại thứ 20, và được sử dụng lại trong triều đại thứ 26. Một lượng lớn đồ thủy tinh và các vật liệu khác có niên đại trong thời kỳ này đã được tìm thấy trong ngôi mộ. Trong thời kỳ La Mã, một số lượng lớn xác ướp đã được chôn cất trong lăng mộ. Những xác ướp được chôn cất này được cho là có từ thế kỷ thứ 2 và 3 sau Công nguyên 